# Malaisie aux Jeux olympiques
La Malaisie a participé à 15 Jeux d'été et à 2 Jeux d'hiver. Le pays n'a gagné aucune médaille d'or, mais 8 médailles d'argent et 7 médailles de bronze depuis 1964. L'édition des Jeux Olympiques d'été de 2016 reste, à ce jour, la meilleure performance de la Fédération Olympique Malaysienne avec un total de 5 médailles, 4 en argent et 1 en bronze. Le badminton est le sport ayant apporté le plus de médailles pour la Fédération Malaysienne avec un total de 11 médailles. 

## Palmarès par édition

### Jeux Olympiques d'été de 1964
Néant

### Jeux Olympiques d'été de 1968
Néant

### Jeux Olympiques d'été de 1972
Médaille d'argent en badminton double messieurs (sport de démonstration)

### Jeux Olympiques d'été de 1976
Néant

### Jeux Olympiques d'été de 1984
Néant

### Jeux Olympiques d'été de 1988
Médaille de bronze en Taekwondo dames -43 kg (sport de démonstration)

### Jeux Olympiques d'été de 1992
- Médaille de bronze en badminton double messieurs (ex-aequo avec la  Chine)
- Médaille de bronze en Taekwondo dames -51 kg (sport de démonstration, ex-aequo avec la  France)

### Jeux Olympiques d'été de 1996
- Médaille de bronze en badminton simple messieurs
- Médaille d'argent en badminton double messieurs

### Jeux Olympiques d'été de 2000
Néant

### Jeux Olympiques d'été de 2004
Néant

### Jeux Olympiques d'été de 2008
Médaille d'argent en badminton simple messieurs

### Jeux Olympiques d'été de 2012
- Médaille d'argent en badminton simple messieurs
- Médaille de bronze en plongeon haut vol - 10 mètres dames

### Jeux Olympiques d'été de 2016
- Médaille d'argent en badminton simple messieurs
- Médaille d'argent en badminton double messieurs
- Médaille d'argent en badminton double mixte
- Médaille de bronze en cyclisme Keirin messieurs
- Médaille d'argent en plongeon haut-vol - 10 mètres synchronisé dames

### Jeux Olympiques d'hiver de 2018
Néant

### Jeux Olympiques d'été de 2020
- Médaille de bronze en badminton double messieurs
- Médaille d'argent en cyclisme Keirin messieurs

### Jeux Olympiques d'hiver de 2022
Néant

### Jeux Olympiques d'été de 2024
- Médaille de bronze en badminton simple messieurs
- Médaille de bronze en badminton double messieurs[1]